# Gonzalo Cataño
Gonzalo Cataño (Gómez Plata, Antioquia, 8 de septiembre de 1945) es un sociólogo colombiano, profesor-investigador de la Universidad Externado de Colombia.

## Biografía
Bachiller de la Universidad de Medellín. Obtuvo su licenciatura en sociología en la Universidad Nacional de Colombia y un Master of Arts en Educación y sociedad en Stanford University. Doctor en Sociología Jurídica e Instituciones Políticas de la Universidad Externado de Colombia.Ha enseñado en la Universidad Pedagógica Nacional (1971-2001), en la Universidad de los Andes y en la Universidad Javeriana. Presidente de la Asociación Colombiana de Sociología entre 1979 y 1985. Fundador de la Revista Colombiana de Educación y director-fundador del posgrado en Sociología de la Educación de la Universidad Pedagógica Nacional. Ha publicado numerosos ensayos sobre teoría sociológica e historia del pensamiento social en revistas nacionales y extranjeras.
En 2014 recibió la Mención de Honor en Ciencias Sociales y Humanas de la Fundación Alejandro Ángel Escobar por su trabajo La introducción del pensamiento moderno en Colombia, y en 2017 fue reconocido por Colciencias como Investigador Emérito por “su contribución y trayectoria académica e investigativa” en el campo de las ciencias sociales. Profesor titular de las universidades Pedagógica Nacional y Externado de Colombia. Ha promovido y coordinado la publicación de obras de diversos pensadores colombianos (Jorge Isaacs, Santiago Pérez, B. Sanín Cano, Diego Mendoza, Gerardo Molina, Luis E. Nieto Arteta, Jaime Jaramillo Uribe) y de analistas extranjeros (Max Weber, Émile Durkheim y Gerhard Masur). Trabaja en los campos de la historia de las ideas, de la teoría sociológica y de la historia del pensamiento social colombiano.

## Obras
- La sociología en Colombia: balance crítico (1986). Segunda edición, 1993; tercera edición, 1997; cuarta edición, 2005. [6]
- Educación y estructura social: ensayos de sociología de la educación (1989) [7]
- La artesanía intelectual (1995). Segunda edición aumentada, 2004.
- Historia, sociología y política: ensayos de sociología e historia de las ideas (1999).
- Crítica sociológica y otros ensayos (2000).
- Luis E. Nieto Arteta: esbozo intelectual (2002).
- Afirmaciones y negaciones: maestros del siglo xx (2005)
- La introducción del pensamiento moderno en Colombia: el caso de Luis E. Nieto Arteta (2013)[8]
- Educación y mundo rural: el caso de Boyacá (2015) [9]
- El historiador Joaquín Tamayo (2020)
- El legado sociológico (2024)

## Publicaciones
- Libros colombianos del siglo XX: una aproximación. Credencial Historia, No. 110. 1999.
- Baldomero Sanín Cano: origen de la crítica literaria moderna. Credencial Historia No. 113, 1999.
- Justicia con Intimidación: El Caso de Las FARC (Justice with Intimidation: The Case of the FARC).  Revista de Economía Institucional, Vol. 19, Nº 36, 2017, pp. 95-148.
- La nueva historia y sus predecesores (The ‘New History’ and Its predecessors). Revista de Economía Institucional, Vol. 20, Nº 39, 2018, pp. 119-158.

## Reconocimientos
- Mención de Honor en Ciencias Sociales y Humanas (2014), por su trabajo La introducción del pensamiento moderno en Colombia.
- Investigador Emérito por “su contribución y trayectoria académica e investigativa” (2017) en el campo de las ciencias sociales. Colciencias.